# Alexandra Pelham
Alexandra Mary Freesia Pelham aussi connue sous le nom de Lady Worsley (née Vivian ; 27 février 1890 - 21 septembre 1963), chevalier de l'ordre de l'Empire britannique, est une volontaire et dame de cour britannique.

## Biographie
Alexandra est la fille de Hussey Vivian (3e baron Vivian) et la filleule de la reine Alexandra de Danemark. Elle est la sœur de Dorothy Maud Vivian (1879-1939), qui épouse le maréchal Douglas Haig, commandant du corps expéditionnaire britannique pendant la Première Guerre mondiale, et George Vivian (4e baron Vivian) (1878-1940).
Le 31 janvier 1911, elle épouse le lieutenant Charles Pelham (Lord Worsley), fils aîné et héritier du 4e comte de Yarborough. En 1914, il meurt en service actif en Belgique pendant la Première Guerre mondiale après trois ans de mariage. Après la guerre, elle achète le terrain où le corps de Lord Worsley est enterré dans la ville de Zandvoorde, et après que le corps de Worsley ait été réinhumé, le terrain devient le site du Household Cavalry Memorial,.
Le couple n'a pas d'enfants et Lady Worsley ne se remarie pas. En 1945, elle est nommée officier de l'ordre de l'Empire britannique pour son service à l'effort de guerre avec le Women's Royal Voluntary Service et devient dame de chambre de la reine Elizabeth en 1947. En 1953, elle est promue chevalier de l'Ordre de l'Empire britannique pour son travail avec la Victoria League. Elle meurt à l'âge de 73 ans en 1963.